# 小西行重
小西 行重（こにし ゆきしげ、? - 慶長7年（1602年）?）は、安土桃山時代の武将。小西行長の家臣。もとの名前は木戸末郷と言い、手柄を立てて小西姓を与えられ、偏諱を受けて小西行重と改名した。通称は作右衛門または美作。洗礼名は「ドン・ヤコボ（ヤコブ）」。

## 略歴
素性や前歴は不明。小西家の三家老の首席格で、古麓城に初めは入って城代家老、麦島城(八代城)を新築後も同じく城代を務めた。
天正18年（1590年）、天草国人一揆の鎮圧に活躍した。文禄元年（1592年）からの文禄・慶長の役にも従軍し、平壌城の戦いで活躍した。
明側資料によると文禄の役の講和交渉で豊臣秀吉が明から冊封されることになった際には、都督指揮の官位を受けることになっていたという。
関ヶ原の戦いの際には、行重は麦島城にあったが、東軍の加藤清正の軍勢に攻められた小西行景の守る宇土城からの使者が、加藤側に捕まり、偽の救援要請によって加藤勢の伏兵によって待ち伏せされて敗北した。同じ西軍の島津龍伯に救援を要請して、島津忠長や新納忠元、伊集院久治ら薩摩勢の助けで、小西家の城砦は防衛できた。
戦後、主君・行長が捕えられて刑死したことを知ると、行重は薩摩国に行って島津家に仕えた。レオン・パジェス著『日本切支丹宗門史』によれば行重は慶長7年（1602年）頃に亡くなり、遺骸は長崎に送られたという。

## 子孫
『日本切支丹宗門史』によると慶長13年（1608年）に島津家久（忠恒）の棄教令を拒絶し追放された20歳の青年・ドン・ディエゴは小西美作の息子だったという。このディエゴ小西は、寛永4年（1627年）、2名の小西姓の者と共に長崎よりマカオに旅立った。
『日本キリシタン教会史』によれば、小西行重の息子は、ドン・ヤコベ（ディエゴ）忠次郎で、父と同様に島津家久に厚遇されていたとある。